# Serrat de Corbes
El Serrat de Corbes és una serra situada al municipi de Montferrer i Castellbò a la comarca de l'Alt Urgell, amb una elevació màxima de 1.273 metres.